# Józsa (település)
Józsa 1981 óta Debrecenhez tartozó egykori község, mely 1929-ben jött létre Alsójózsa és Felsőjózsa egyesítésével. Népessége a 2011. évi népszámlálás adatai szerint 10 954 fő volt. Kertvárosi jellegű városrész, Debrecen központi belterületétől kb. 3 km-re északra. Részei: Alsójózsa, Felsőjózsa, Hajdúszentgyörgy és Hadházitelep. Keresztülfolyik rajta a Tócó patak. A Szentgyörgyfalvi út (35-s főút) a választja el Alsójózsát és Felsőjózsát. Keletre terül el Alsójózsa, annak északi részén Hajdúszentgyörgy. Nyugatra Felsőjózsa és annak déli részén Hadházitelep. 

## Közlekedése
Legfontosabb közúti elérési útvonala a 35-ös főút, mely észak-déli irányban keresztülhalad a központján. Belterületének nyugati széle mellett halad el az M35-ös autópálya, melynek fel- és lehajtó csomópontja is épült itt, de az átadása még nem történt meg.
A hazai vasútvonalak közül a Debrecen–Tiszalök-vasútvonal érinti, mely Alsójózsa és Felsójózsa településrészek között halad el, előbbihez valamivel közelebb. A vonal egyetlen itteni megállási pontja Józsa megállóhely, ennek közúti megközelítését a 35-ös főút felől a 35 103-as számú mellékút (települési nevén Bocskai István út) biztosítja.
Autóbusszal a debreceni 34-es, 35-ös és 36-os buszokkal érhető el.

## Népesség
A városrész népességének változása:

| 2001 | 9 541  |
| 2011 | 10 954 |

## Politikai élete
- Hajdú-Bihar vármegyei 1. sz. országgyűlési egyéni választókerület, képviselő: Kósa Lajos (Fidesz; 2014–), Pósán László (Fidesz, 1998–2014), Daróczy Zoltán (MSZP, 1994–1998), Fejes Attila (MDF, 1990–1994)
- Debrecen 23. önkormányzati választókerület, képviselő: Balázs Ákos (Fidesz) 2019-től

## Itt születtek
- Halász László (1932–2000) színművész